# Frank Göse
Frank Göse (* 16. November 1957 in Jüterbog) ist ein deutscher Historiker.
Frank Göse schloss 1983 sein Studium an der Pädagogischen Hochschule Potsdam mit dem Diplom in Deutsch und Geschichte ab. 1986 wurde er promoviert; seine Dissertation befasst sich mit der Geschichte der Arbeiterbewegung in Potsdam und Nowawes von den Anfängen bis 1890. Ab 1993 war Göse als wissenschaftlicher Mitarbeiter an der Universität Potsdam am Lehrstuhl für Geschichte der Frühen Neuzeit tätig. 2002 wurde er habilitiert und zum Privatdozenten bestellt. Seit 2007 ist er außerplanmäßiger Professor an der Universität Potsdam.
Göse forscht zur brandenburgischen Landesgeschichte der Frühen Neuzeit, zur Geschichte des frühneuzeitlichen Adels in den nordostdeutschen Reichsterritorien, zur Militärgeschichte und zur vergleichenden Landesgeschichte. Göse legte 2012 eine Biographie über Friedrich I., den Begründer der preußischen Königswürde, vor und 2020 eine biographische Darstellung über König Friedrich Wilhelm I. 
Göse ist stellvertretender Vorsitzender der Landesgeschichtlichen Vereinigung für die Mark Brandenburg. Er ist Mitglied der Brandenburgischen Historischen Kommission und der Historischen Kommission zu Berlin. Von 2012 bis 2014 war er außerdem Sprecher des Wissenschaftlichen Beirates zur Ersten Brandenburgischen Landesausstellung „Preußen und Sachsen – Szenen einer Nachbarschaft“.
Frank Göse befindet sich seit dem 1. November 2023 im Ruhestand.

## Schriften
Monografien
- Rittergut – Garnison – Residenz. Studien zur Sozialstruktur und politischen Wirksamkeit des brandenburgischen Adels 1648–1763 (= Veröffentlichungen des Brandenburgischen Landeshauptarchivs. Bd. 51). BWV – Berliner Wissenschafts-Verlag, Berlin 2005, ISBN 3-8305-0874-3.
- Otto Christoph Freiherr von Sparr 1605–1668. Der erste brandenburg-preußische Generalfeldmarschall (= Einzelveröffentlichungen der Brandenburgischen Historischen Kommission. Bd. 9). Lukas Verlag, Berlin 2006, ISBN 3-936872-76-7.
- Friedrich I. (1657–1713). Ein König in Preußen. Pustet, Regensburg 2012, ISBN 978-3-7917-2455-3.
- Friedrich Wilhelm I. Die vielen Gesichter des Soldatenkönigs. wbg Theiss, Darmstadt 2020, ISBN 978-3-8062-4106-8.

Herausgeberschaften
- Im Schatten der Krone. Die Mark Brandenburg um 1700 (= Brandenburgische historische Studien. Bd. 11). Verlag für Berlin-Brandenburg, Potsdam 2002, ISBN 3-935035-29-2.
- mit Lorenz Friedrich Beck: Brandenburg und seine Landschaften. Zentrum und Region vom Spätmittelalter bis 1800 (= Schriften der Landesgeschichtlichen Vereinigung für die Mark Brandenburg. Neue Folge, Bd. 1). Lukas Verlag, Berlin 2009, ISBN 978-3-86732-068-9.
- Friedrich der Große und die Mark Brandenburg. Herrschaftspraxis in der Provinz (= Studien zur brandenburgischen und vergleichenden Landesgeschichte. Bd. 7). Lukas Verlag, Berlin 2012, ISBN 978-3-86732-138-9.
- mit Winfried Müller, Kurt Winkler, Anne-Katrin Ziesak: Preußen und Sachsen. Szenen einer Nachbarschaft. Sandstein-Verlag, Dresden 2014, ISBN 978-3-95498-084-0 (Erste Brandenburgische Landesausstellung. Schloss Doberlug, 7. Juni – 2. November 2014).
- unter Mitarbeit von Felix Engel: Reformation in Brandenburg. Verlauf | Akteure | Deutungen (= Schriften der Landesgeschichtlichen Vereinigung für die Mark Brandenburg. Neue Folge, Bd. 8). Lukas Verlag, Berlin 2017, ISBN 978-3-86732-269-0 Auszüge.
- mit Jürgen Kloosterhuis unter Mitarbeit von Felix Engel und Ellen Franke: Mehr als nur Soldatenkönig. Neue Schlaglichter auf Lebenswelt und Regierungswerk Friedrich Wilhelms I. (= Veröffentlichungen aus den Archiven Preußischer Kulturbesitz. Forschungen. Bd. 18). Duncker & Humblot, Berlin 2020, ISBN 978-3-428-15848-5.